# Roskilde Universitet
 "RUC" omdirigeres hertil. For andre betydninger af RUC, se RUC (flertydig).
Roskilde Universitet (RUC, eng.: Roskilde University) blev oprettet i 1972 som Roskilde Universitetscenter, hvor undervisningen blev påbegyndt med 723 studerende. I 2013 havde RUC 7.813 fuldtidsstuderende, hvortil kommer 438 deltidsstuderende, 179 studerende på diplomuddannelser samt 340 Ph.d.-studerende (2013). Dette gør RUC til det sjettestørste danske universitet efter KU, AU, SDU, AAU og CBS.
RUC tilbyder naturvidenskabelige, humanistiske og samfundsvidenskabelige uddannelser fra bachelor-niveau til ph.d.-niveau. Undervisningsmæssigt er RUC's særkende, at alle uddannelser indledes med en treårig bacheloruddannelse inden for et af hovedområderne og problemorienteret projektarbejde i cirka halvdelen af studietiden.
Universitetet smed endelsen 'center' væk fra sit navn 18. november 2008, mens man dog stadig vil bruge forkortelsen RUC, da man betragter det som et stærkt varemærke.

## Historie

### Starten
RUC blev i 1970 planlagt efter "Lov om Danmarks Fjerde Universitet", der blev gennemført af regeringen Hilmar Baunsgaard efter en heftig debat mellem regeringen og oppositionen. Mens regeringen ønskede at oprette et universitet i Roskilde som aflastning for det store danske universitet i København, ønskede oppositionen, med Socialdemokratiet i spidsen, at det fjerde universitet blev placeret i Aalborg, for at uddanne den nordjyske befolkning. Derfor kom det som et slag for Socialdemokraterne, at den erklærede socialdemokratiske professor Erling Olsen kom til at stå i spidsen for interimstyret op til universitetets start. Dette betød at en eventuel socialdemokratisk regering ikke kunne tvinge universitetet til Aalborg efter et folketingsvalg.
RUC lagde for første gang lokaler til undervisning d. 1. september 1972, hvor 723 studerende indfandt sig ved de tre betonbygninger på Marbjerg Mark, cirka fem kilometer øst for Roskildes centrum. RUC's bygninger er tegnet af Preben Hansen. Grundlæggerne af universitetscenteret ønskede en anden tilgang til undervisning og videnskab end den der blev praktiseret på de daværende tre traditionelle universiteter. De første år var således præget af et helt nyt undervisningskoncept, der blandt andet indebar gruppearbejde og gruppeeksamen, tværfaglighed, basisuddannelser og projektorientering.
Mens disse undervisningskoncepter i 1972 var uortodokse og provokerende, har de traditionelle danske universiteter siden adopteret store dele af det oprindelige RUC-koncept. Dermed kan RUC ses som den bannerfører, der bragte den angelsaksiske tværfaglighed og opblødningen mellem fagdisciplinerne til Danmark, samtidig med at man skabte en accept af gruppearbejde som akademisk form.
Mens RUCs koncept af kritikere blev karakteriseret som uvidenskabeligt, fremhæver støtterne at det projektorienterede gruppearbejde fjerner videnskaben fra sit elfenbenstårn og søger at afklare konkrete problemer, frem for at analysere tågede teorier.
Samtidig var RUC dog også præget af den videnskabelige Marxisme, der med studenteroprøret blev en del af de danske universiteter. Dette betød blandt andet at det socialdemokratiske folketingsmedlem Erling Olsen i 1973 blev væltet af de studerende som rektor for universitetscenteret, hvilket fik de borgerlige partier i Folketinget til i flere omgange at foreslå institutionen lukket. Tættest på lukning var RUC i 1976, hvor Hans Jørgen Lembourn dog sikrede RUCs fortsatte eksistens, da han i Folketinget stemte mod sit parti, Det Konservative Folkeparti.

### Det politiske RUC
Mens RUC blev startet efter studenteroprøret, blev der dog ikke lagt skjul på at centeret var et forum for politisk tænkning. Således blev "Aktionsfond RUC" oprettet umiddelbart efter centerets dannelse for at kunne sikre studerende og ansatte økonomisk under en eventuel konflikt med myndigheder og ledelse.
På det videnskabelige plan var Habermas, Adorno, Horkheimer og ikke mindst Marx grundlaget for den kritiske teori der var de tidlige RUC'eres videnskabsteoretiske grundlag. Således var Kapitalen den bog der i 1970'erne blev brugt i flest økonomiske RUC-studenterrapporter, mens Frankfurterskolen definerede udgangspunktet for den RUC'ske sociologi.
Denne tydelige videnskabelige ubalance fik den socialdemokratiske rektor Erling Olsen til i 1972 at advare mod RUC som en "marxistisk missionsskole" på skoleledernes kongres i Aalborg.

### Nyere historie
På RUC tilbydes der bachelor-, kandidat og ph.d.-uddannelser indenfor 4 hovedområder; humaniora, humanistisk-teknologisk, naturvidenskab eller samfundsvidenskab. Uddannelsesstrukturen på RUC var tidligere kendetegnet ved 2-års basisuddannelser og 3-års overbygningsfag. I dag har RUCs uddannelser den samme struktur som de andre danske universiteter, med 3-årige bacheloruddannelser og 2-årige kandidatuddannelser. RUC's særkende er, at alle uddannelserne er studenterstyret og indeholder en stor mænge problemorienteret projektarbejde, der fylder ca. halvdelen af studietiden.
RUC tilbyder også internationale bachelor- og kandidatuddannelser indenfor humaniora, samfundsvidenskab og naturvidenskab. Her foregår nu al undervisning på engelsk, mens strukturen er den samme som på de dansksprogede uddannelser. Den humanistiske bacheloruddannelses forløber, den internationale humanistiske basisuddannelse, startede i 1990'erne som tresproget uddannelse på engelsk, tysk og fransk.
Den 7. august 2008 gik RUCs omstridte rektor Poul Holm af efter blot to års ansættelse. Han kom bl.a. i mediernes søgelys, efter at en intern undersøgelse viste, at hver tredje ansatte overvejede at søge væk fra universitetet.
Universitetet smed endelsen 'center' væk fra sit navn 18. november 2008, mens man dog stadig vil bruge forkortelsen RUC, da man betragter det som et stærkt varemærke. Med navneskiftet gled 'universitetscenter' helt ud som betegnelse for en højere uddannelsesinstitution i Danmark. Tidligere var også Aalborg Universitet et universitetscenter. I februar 2014 blev Hanne Leth Andersen udnævnt som rektor for Roskilde Universitet. Hun havde forinden været prorektor på universitetet siden 2010.
I 2014 opførtes en ny laboratoriebygning på Roskilde Universitet. Den skal rumme både forskning og undervisning til de studerende på de naturvidenskabelige fag. Bygningen er tegnet af arkitektfirmaet Henning Larsen Architechts.
I 2019 stod totalrenoveringen af bygning 3 (en af universitetets hovedbygninger) færdig. Budgettet for projektet var 77 mio. kr.

### Forhold til de traditionelle universiteter
Mens der blandt de studerende sjældent har været fjendtlighed de forskellige universiteter imellem, har der på det videnskabelige plan været store uenigheder. Især Københavns Universitet har været en ivrig kritiker af RUC's videnskabelige metoder og produktion.[kilde mangler] Imidlertid viser tal fra Videnskabsministeriet, at RUCs studerende generelt kommer hurtigere igennem uddannelserne, og at blot 27 % dropper ud. Den andel er kun lavere på Aalborg Universitet.[kilde mangler]
RUC har i mange år samarbejdet med CBS (Handelshøjskolen i København) om en række forløb, blandt andet HA-overbygningen cand.merc.. Samarbejdet bygger blandt andet på deres fælles studiemetoder, med gruppearbejde og projektorientering.[kilde mangler]
Fra 2012 til 2015 indgik Roskilde Universitet i et europæisk samarbejde med navnet "The challenges of the Multilingual and Multicultural Learning Space in the International University" med 38 europæiske universiteter. Det har til formål at internationalisere og kvalitetssikre universiteterne. Samarbejdet er et led i de større fælleseuropæiske målsætninger om Youth on the move.
DTU og Roskilde Universitet samarbejder med Region Sjælland om at skabe mere vækst og udvikling. Projektet er støttet med tæt på en halv milliard kroner af EU's Regionalfonde.

## Plan om Fler-Campus-RUC

### Forhandlinger om at SDU Slagelse kunne blive til RUC Slagelse
Syddansk Universitet og RUC indledte i 2023 forhandlinger om et tættere samarbejde. Forhandling kunne resultere i, at SDU Slagelse blev til RUC's første campus uden for Roskilde. Som en af årsagerne til at ville overdrage sin campus i Slagelse, har SDU's rektor fremført, at SDU har fået afslag på at etablere uddannelse i folkesundhedsvidenskab ved SDU Slagelse. RUC Slagelse kunne blive en realitet allerede fra den 1. januar 2024.
Efter seks måneder blev forhandlingerne afsluttet i september 2023 uden at der kunne opnås enighed bl.a. pga. økonomien.

### Samarbejde med Næstved
Tre af Danmarks universiteter råder allerede over campus i flere byer. I 2010 har RUC åbnet et kontor i Næstved, for RUC samarbejder med ErhvervsAkademi Sjælland (EASJ)  og Næstved Kommune om at sikre mere viden til sjællandske firmaer; RUC samarbejder endda også med Lolland Kommune. Kontoret i Næstved skal bl.a. rekruttere flere studerende til Roskilde Universitet; valget er faldet på Næstved, bl.a. fordi Næstved Gymnasium og HF er blandt landets største gymnasier. Lolland Kommune har også vist interesse i at huse RUCs første campus udenfor Roskilde. Flere andre har formuleret et lignende ønske. DTU og RUC vil oprette campus på Lolland.

## Institutter og uddannelser
RUC er fra og med januar 2016 opdelt i fire institutter med tilhørende fag og bacheloruddannelser:
- Institut for Kommunikation og Humanistisk videnskab (IKH)
  - Den Humanistiske Bacheloruddannelse (HumBach)
  - Journalistik
  - Kommunikation
  - Performance design
  - Dansk
  - Filosofi og Videnskabsteori
  - Historie
  - Kultur- og Sprogmødestudier
- Institut for Naturvidenskab og Miljø (INM)
  - Den Naturvidenskabelige Bacheloruddannelse (NatBach)
  - Almen Biologi
  - Fysik
  - Kemi
  - Matematik
  - Medicinalbiologi
  - Miljøbiologi
  - Miljørisiko
  - Molekylærbiologi
- Institut for Mennesker og Teknologi (IMT)
  - Den Humanistisk-Teknologiske Bacheloruddannelse (HumTek)
  - Arbejdslivsstudier
  - Computer Science (Datalogi) engelsksproget uddannelse
  - Geografi
  - Informatik
  - Plan, By og Proces
  - Psykologi
  - Pædagogik og Uddannelsesstudier
  - Spatial Designs and Society
  - Sociale Interventionsstudier
  - Social Entrepreneurship and Management
  - Sundhedsfremme og Sundhedsstrategier
  - TekSam - Miljøplanlægning
- Institut for Samfundsvidenskab og Erhverv (ISE)
  - Den Samfundsvidenskabelige Bacheloruddannelse (SamBach)
  - Erhvervsøkonomi (HA)
  - Forvaltning
  - Global Studies
  - Internationale Studier
  - International Public Administration and Politics
  - Internationale Udviklingsstudier
  - Politik og Administration
  - Socialvidenskab
  - Virksomhedsledelse
  - Virksomhedsstudier

## Roskilde Universitetsbibliotek
Til RUC er tilknyttet Roskilde Universitetsbibliotek, som i 2001 flyttede til en ny bygning. Bygningen er tegnet af arkitektfirmaet Henning Larsen Architects og er placeret ved siden af hovedindgangen til Roskilde Universitet. Bibliotekets grundareal er 7600 m2 og indeholder både læsesal, udlånsfaciliteter, opholdsrum og administrationskontorer. Biblioteket er kendetegnet ved dens store glasfacade, der vender ind imod Roskilde Universitets campus. Biblioteket fungerer samtidigt som lokalt bibliotek for bydelen Trekroner, hvor RUC er placeret.

## Tidligere organisatoriske eller tilknyttede enheder

### Center for Ligestillingsforskning
Center for Ligestillingsforskning (CeLi) var verdens første forskningscenter, der udelukkende fokuserer på ligestilling mellem mænd og kvinder, og kønnets indvirkning på samfundslivet. Centeret rådede over fem akademiske ansatte, to teknisk/administrative ansatte og en til to Ph.d.-studerende, og var primært støttet af Uddannelsesministeriet og EU. Lederen af centeret var Karen Sjørup. Center for Ligestillingsforskning eksisterede fra september 2002-ca.2007, Center for Ligestillingsforskning var en videreførelse af Videnscenter for Ligestilling.

## Alumner, ansatte og tidligere ansatte
De følgende personer er enten alumner, ansatte, eller tidligere ansatte på RUC.
- Mette Abildgaard
- Bruno Amoroso
- Ditte Haue
- Anna Ingrisch
- Lasse Sjørslev
- Petra Nagel
- Eva Flyvholm
- Peter Ankjær Bigaard (Pede B)
- Claus Bryld
- Mette Bluhme Rieck
- Trine Bramsen
- Bent Greve
- Martin Lidegaard
- Andreas Hemmeth (DJ Encore)
- Vincent F. Hendricks
- Anne Grethe Holmsgaard
- Morten Boje Hviid
- Knud Illeris
- Henrik Jensen
- Jesper Jespersen
- Lone Johnsen
- Rasmus Jønsson
- Søren Kjørup
- Brian Patrick McGuire
- Joy Mogensen
- Tor Nørretranders
- Henning Salling Olesen
- Ib Poulsen
- Jørgen Poulsen
- Kenneth Reinicke
- Johanne Schmidt-Nielsen
- Morten Thing
- Christian Tortzen
- Rasmus Willig
- Kaare Dybvad

### Af RUCs rektorer kan nævnes
| Periode     |  | Navn                               | Forskningsfelt                               |
| ----------- |  | ---------------------------------- | -------------------------------------------- |
| 1972 – 1973 |  | Erling Heymann Olsen (1927 – 2011) | professor dr.polit. i nationaløkonomi        |
| 1973 - 1974 |  | Thomas Webb                        | professor i uddannesforskning                |
| 1974 - 1978 |  | Bent Jørgensen                     | lektor i fysik                               |
| 1978 – 1988 |  | Boel Jørgensen (født 1943)         | lektor i sociologi                           |
| 1989 – 2006 |  | Henrik Toft Jensen (født 1945)     | lektor cand.mag. i statskundskab og geografi |
| 2006 – 2008 |  | Poul Holm                          | professor i historie                         |
| 2009 – 2014 |  | Ib Poulsen (født 1949)             | professor dr.phil. i dansk                   |
| 2014 –      |  | Hanne Leth Andersen (f. 1962)      | professor ph.d. i fransk                     |